# Villeneuve-la-Guyard
Villeneuve-la-Guyard – miejscowość i gmina we Francji, w regionie Burgundia-Franche-Comté, w departamencie Yonne.
Według danych na rok 1990 gminę zamieszkiwało 2377 osób, a gęstość zaludnienia wynosiła 143 osoby/km² (wśród 2044 gmin Burgundii Villeneuve-la-Guyard plasuje się na 84. miejscu pod względem liczby ludności, natomiast pod względem powierzchni na miejscu 569.).